# Nicolás González (Fußballspieler, 1998)
Nicolás Iván „Nico“ González (* 6. April 1998 in Belén de Escobar) ist ein argentinischer Fußballspieler, der aktuell von der AC Florenz an Juventus Turin ausgeliehen ist.

## Karriere

### Verein
Ab 2005 trainierte González in der Jugend der Argentinos Juniors. Im Juli 2016 gab er in der Copa Argentina sein Debüt für die erste Mannschaft der Argentinos. Daraufhin wurde er in der Primera B Nacional zum Stammspieler des Klubs. Am 8. Juli 2017 machte Nicolás González mit seinem Tor zum 1:0-Heimsieg gegen den Club Atlético Gimnasia y Esgrima de Jujuy den vorzeitigen Aufstieg der Argentinos Juniors in die Primera División perfekt. In der Erstligasaison 2017/18 erzielte er daraufhin sieben Tore.
Zur Saison 2018/19 wechselte González in die Bundesliga zum VfB Stuttgart und unterzeichnete bei den Schwaben einen Vertrag mit einer Laufzeit bis 30. Juni 2023. Bei der 1:3-Heimniederlage gegen den FC Schalke 04 am 22. Dezember 2018 (17. Spieltag) erzielte er für Stuttgart per Kopf seinen ersten Bundesligatreffer. Im Relegationsrückspiel wurde zwischen dem 1. FC Union Berlin und dem VfB Stuttgart aufgrund einer passiven Abseitsstellung von González ein Freistoßtor von Dennis Aogo durch den Videobeweis nachträglich wieder aberkannt. Die Partie endete torlos und der VfB musste in die 2. Bundesliga absteigen. In der Zweitligasaison 2019/20 war der Angreifer mit 14 Toren am direkten Wiederaufstieg in die Bundesliga beteiligt. Ende November 2020 verlängerte González seinen Vertrag mit dem VfB Stuttgart bis Juni 2024. In der Bundesliga-Saison 2020/21 kam er verletzungsbedingt nur zu 15 Einsätzen, erzielte jedoch sechs Tore und trug somit zum sicheren Klassenerhalt seines Vereins bei.
Zur Saison 2021/22 wechselte González zum italienischen Erstligisten AC Florenz.
Am 25. August 2024 wurde González für eine Gebühr von 8,4 Millionen Euro vom Ligakonkurrenten Juventus Turin ausgeliehen. Bei Erreichen von bestimmten Zielen tritt eine Kaufpflicht ein. Die hierfür vereinbarte Summe beträgt 25 Millionen Euro. Das erste Tor mit den bianconeri schoss er am ersten Spieltag der Champions-League-Ligaphase gegen PSV Eindhoven.

### Nationalmannschaft
Nachdem er sich mit der argentinischen U23-Nationalmannschaft durch Trainingsspiele gegen Vereinsmannschaften auf die Panamerikanischen Spiele 2019 vorbereitet hatte, absolvierte González beim Turnierauftakt am 29. Juli 2019 gegen Ecuador sein erstes offizielles U-23-Länderspiel und erhielt dabei in der 26. Spielminute die Rote Karte. Im Halbfinale stand er beim 3:0-Sieg gegen Uruguay am 7. August 2019 wieder in der Startelf. González war erneut über die volle Spieldistanz im Einsatz, als er sich am 10. August 2019 mit Argentinien im Endspiel gegen Honduras durch einen 4:1-Erfolg die Goldmedaille sicherte.
González debütierte am 13. Oktober 2019 in einem Freundschaftsspiel gegen Ecuador in Elche für die A-Nationalmannschaft von Argentinien.
Beim 1:0-Finalsieg am 10. Juli 2021 über Titelverteidiger Brasilien gewann er mit seiner Mannschaft die Copa América 2021.
Im November 2022 wurde González für die Weltmeisterschaft 2022 in Katar nominiert. Aufgrund einer Verletzung musste er seine Teilnahme absagen. Für ihn wurde Ángel Correa nachnominiert. Die Argentinier wurden ohne González Weltmeister.

## Erfolge

### Nationalmannschaft
- Copa-América-Sieger: 2021, 2024
- Finalissima-Sieger: 2022
- Panamerikanische Spiele: 2019

### Verein
- Aufstieg in die Bundesliga: 2020

## Auszeichnungen
- Bundesliga Rookie Award: Januar 2019